# NGC 7312
NGC 7312 ist eine Balken-Spiralgalaxie vom Hubble-Typ SBb im Sternbild Pegasus am Nordsternhimmel. Sie ist schätzungsweise 377 Millionen Lichtjahre von der Milchstraße entfernt.
Das Objekt wurde am 30. Oktober 1863 von Albert Marth entdeckt.